# Mount Cromie
Cromie är ett berg i Västantarktis. Nya Zeeland gör anspråk på området. Toppen på Cromie är 2 950 meter över havet.
Terrängen runt Mount Cromie är varierad.